# Miscophus bicolor
Miscophus bicolor ist ein Hautflügler aus der Familie der Crabronidae. 

## Merkmale
Die Wespe erreicht eine Körperlänge von 5 bis 6 Millimetern (Weibchen) bzw. 4 bis 6 Millimetern (Männchen). Ihr Körper ist schwarz gefärbt, beim Weibchen ist das erste, häufig auch das zweite Tergit am Hinterleib rot gefärbt. Das Männchen besitzt oberseits dicht punktierte Mesopleuren. Dies unterscheidet sie von den ähnlichen Männchen von Miscophus concolor, die nur sehr fein punktierte und glatte Mesopleuren aufweist. 

## Vorkommen
Die Art ist von Nordafrika über Süd- und Mitteleuropa bis nach Kasachstan verbreitet. Im Norden reicht die Verbreitung bis in den Norden Deutschlands und nach Polen. Sie besiedelt temperaturbegünstigte und trockene Lebensräume mit Sand- oder Lößböden. Die Art fliegt von Juni bis September. Sie ist in Mitteleuropa selten bis verbreitet. 

## Lebensweise
Die Weibchen legen ihre Nester in Gruppen, häufig an Abbruchkanten und Trockenmauern an, verwenden aber auch waagerechte Flächen. Die Nester reichen nur einige Zentimeter tief in den Boden und beinhalten nur eine Zelle. Die Brut wird mit mehreren Spinnen versorgt, die besonders in der Vegetation gejagt werden. Meistens handelt es sich um Kugelspinnen (Theridiidae), aber auch Weberknechte der Familie der Phalangiidae. Chrysis cortii ist als Kuckuckswespen bei der Art nachgewiesen. 